# Крістофер Даль (яхтсмен)
Крістофер Даль (норв. Christopher Dahl, 8 грудня 1898 — 26 грудня 1966) — норвезький яхтсмен.
Олімпійський чемпіон 1924 року в класі 6 метрів.